# لودرفینگ
لودرفینگ (به فرانسوی: Loudrefing) یک کمون در فرانسه است که در Canton of Albestroff واقع شده‌است.

## خصوصیات
لودرفینگ ۲۳ کیلومترمربع مساحت و ۳۰۶ نفر جمعیت دارد و ۲۳۵ متر بالاتر از سطح دریا واقع شده‌است.